# 伊洛

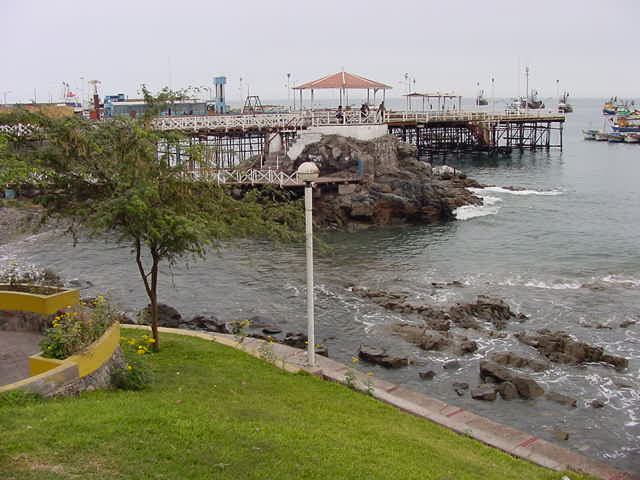

伊洛（西班牙語：Ilo）是秘魯的城市，位於該國南部，由莫克瓜大區負責管轄，面積295.6平方公里，海拔高度15米，濒临太平洋，有铁路经过，并设有海港，2007年人口63,780。